# Нуриков, Азамат Гусейнович
Азамат Гусейнович Нуриков (род. 26 марта 1990 года, Новый Чиркей, Кизилюртовский район, Дагестанская АССР, РСФСР, СССР) — российский и белорусский борец вольного стиля, аварского происхождения. Призёр чемпионатов Европы и мастер спорта международного класса Республики Беларусь.

## Спортивные результаты
- Гран-при «Александр Медведь» (Минск, 2012) —
- Гран-при «Александр Медведь» (Минск, 2014) —
- Гран-при «Александр Медведь» (Минск, 2015) —
- Чемпионат Европы (Рига, 2016) — [3]
- Гран-при «Александр Медведь» (Минск, 2016) —
- Гран-при «Александр Медведь» (Минск, 2017) —
- Гран-при «Александр Медведь» (Минск, 2018) —
- Кубок Ахмата Кадырова (Грозный, 2018) —
- «Али Алиев» (Каспийск, 2019) —
- Гран-При «Иван Ярыгин» (Красноярск, 2019) — [4]
- Али Алиев (Каспийск 2021) 🥈
- Гран-При «Александр Медведь»🥇
- Гран-При «Александр медведь»🥇 2022